# Boyo
Boyo är ett departement i Kamerun.   Det ligger i regionen Nordvästra regionen, i den västra delen av landet, 300 km norr om huvudstaden Yaoundé. Antalet invånare är 169 725.